# Cheney (Yonne)
Cheney település Franciaországban, Yonne megyében. Lakosainak száma 234 fő (2022. január 1.). Cheney Lignières, Dannemoine, Molosmes, Tronchoy és Vézinnes községekkel határos.

## Népesség
A település népességének változása:
| Lakosok száma | 261  | 245  | 243  | 232  | 229  | 225  | 228  | 231  | 234  |
|               | 2013 | 2015 | 2016 | 2017 | 2018 | 2019 | 2020 | 2021 | 2022 |